# Ricard de Périgord
Ricard de Périgord, dit Insipiens, fou comte de Périgord i Angulema breument el 975.
Després que els seus dos germanastres més grans, Arnald I Voratio (Arnuldus Voratio) i Guillem II Talerand (Willelmus Talerandus) haguessin mort amb poc temps de diferència el 962, el seu germà Ramnulf de Périgord va recollir la successió de les possessions de la seva família. El fill bastard del comte Guillem I Tallaferro, Arnald Manser, estava revoltat, i va aconseguir el suport del duc d'Aquitània Guillem IV Braç de Ferro. El 975 Ramnulf fou derrotat i mort en combat per Arnald Manser. El seu germà Ricar Insipiens va agafar el títol comtal i la direcció de les forces oposades a Manser, el qual no va tardar a ocupar Angulema on Ricard Insipiens, no va poder resistir, i Arnald es va proclamar comte sent reconegut tot i ser un bastard. Ricard i un altre germanastre, Gaubert, haurien estat morts per Arnald. A Périgord, a la mort de Ramnulf i de Ricard un germà, Heli o Elies, que estava presoner, va poder escapar i proclamar-se comte, però va morir poc després i el va succeir la seva germana Emma, casada amb el comte Bosó I de la Marca.